# Dominik Bimann

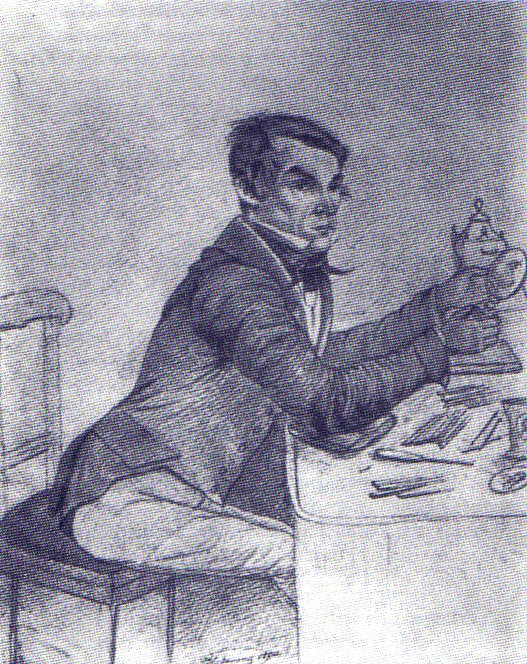
C. Hodenius: Dominik Bimann an seinem Glasschneidezeug (1833)

Dominik Bimann (auch: Biemann) (* 1. April 1800 in Neuwald (später Neuwelt) bei Harrachsdorf; † 29. September 1858 in Eger) war ein böhmischer Glasschneider und Graveur.

## Leben
Geboren im Isergebirge knüpfte er an die familiäre Glasschnitttradition an und betätigte sich früh als Hinträger von fertigen Gläsern zum Kühlofen. Er beginnt von 1814 bis 1818 eine Glasschneiderlehre bei Franz Pohl. Nach dem Besuch der Zeichenschule studierte er von 1826 bis 1829 an der Prager Kunstakademie Malerei und Anatomie. In dieser Zeit arbeitet er erst selbstständig in Franzensbad, im Anschluss in Karlsbad und dann in Prag als Angestellter. Anschließend machte er sich in Prag selbständig.
Während er anfangs einfache Becher und Kristallgläser bearbeitete, begann er nach und nach mit Auftragsarbeiten, etwa einem Porträt des Goethe-Freundes Kaspar Graf von Sternberg. Die zunehmende Konjunktur für derartige Projekte nutzend siedelte Bimann vermutlich 1829 in den Sommermonaten nach Franzensbad über, wo er als Saisongeschäft vor allem adlige Kurgäste mit Glasporträts versorgte. Immer wieder reiste er unter anderem nach Gotha, Coburg, Wien und Berlin, um die neuesten künstlerischen Entwicklungen und Trends kennenzulernen und Arbeiten auszuführen. Dabei versuchte er sich von der einsetzenden „Andenkenindustrie“ klar abzuheben. In der Folgezeit schlug er einige Angebote, zum Beispiel aus England oder zur Festanstellung, aus. Er blieb in Franzensbad und förderte damit seine anhaltenden finanziellen Probleme.
Bimann war ein Prototyp des Biedermeier-Künstlers, der stark in seiner Epoche verwurzelt war. Als sich die Moden zu ändern begannen, gingen seine Aufträge deutlich zurück. 1855 unternahm er – wohl aus Verzweiflung über die sich rapide verschlechternde materielle Lage – einen Selbstmordversuch, an dessen Folgen er drei Jahre später starb.
Sein Bruder, Vincenz Bimann (1811–1848), war ebenfalls ein Glasschneider und Graveur.

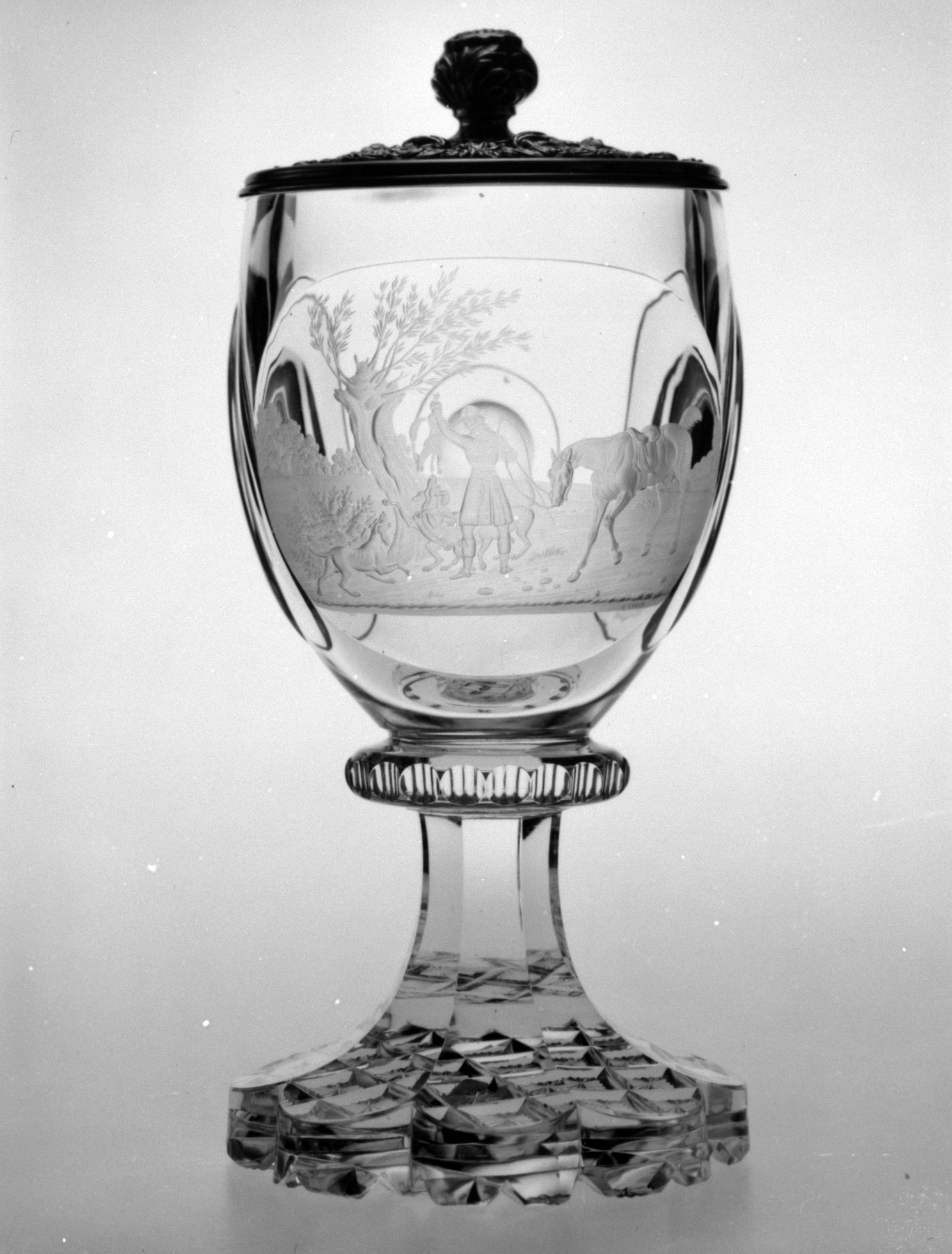
Goblet von Dominik Bimann, ca. 1840

## Werke
Die ungravierten Trinkgläser und Pokale bezog Bimann unter anderem aus der Harrach’schen Glasfabrik Neuwelt.
Seine Motive sind geprägt von Jagdszenen, Darstellungen von Pferden und Hunden. Als Auftragsarbeit fertigte er auch Gläser mit Portraitabbildungen an und war dabei für alle Bevölkerungsschichten tätig.
Um 1830 gelten seine Arbeiten als am ausgereiftesten. Besonders die genaue Darstellung von Details, Stimmungen und Charakter zeichnen seine Werke aus.
Mehrere hundert Werke, an denen Bimann gearbeitet hat, sind unsigniert erhalten geblieben. Insgesamt 152 Werke werden durch Pittrof dokumentiert.

## Würdigung
1828 stellt er Werke auf der Böhmischen Kunst- und Gewerbs-Ausstellung aus und wird für die „Ansetzung des Schnitts“ gelobt.
Zwischen 1829 und 1831 schickte er seine Werke an die Prager Gewerbeausstellung und erhielt positive Rückmeldung der Kommission: „saubere, richtige Zeichnung und insbesondere die gelungene und künstlerische Ausführung […].“
Bei der ersten Industriefeier Böhmens im Jahre 1831 erhielt er als einziger Einzelaussteller eine silberne Medaille.
1923 beschreibt Gustav Pazaurek in seinem Buch die außergewöhnliche Qualität der Werke Bimanns.
Von 1997 bis zum Tod des Initiators 2013 existiert eine durch Jiři Harcuba (Prag) gegründete Dominik Biemann Schule, welche die europäischen Glasinteressierten mit dem Fokus auf die Glasfachschulen verbinden soll.
Seine Werke sind immer wieder Auktionsgegenstand und erreichen Gebote von bis zu 30.000 € (2011: z. B. je drei Becher bei Dr. Fischer).

## Ausstellungen seiner Werke (Auswahl)
- 1984: Ausstellung der sogenannten Sammlung Biemann in Museen von Köln, Berlin und Zürich
- 2004: Glasgravuren des Biedermeier – Dominik Biemann und Zeitgenossen, Landesmuseum Joanneum, Graz
- 2014: Glasgravuren des Biedermeier – Dominik Biemann und Zeitgenossen, Düsseldorfer Tonhalle